# 曾櫟騁
曾櫟騁（英語：Tseng Li-Cheng，1986年12月26日—），原名曾珮華，是中華民國女子跆拳道前任國手，是阿美族。

## 生平
曾櫟騁曾獲得亞洲跆拳道錦標賽金牌及2002年亞洲運動會銀牌。2008年在台灣國手選拔賽敗給蘇麗文，無緣參加2008北京奧運。2012年獲得倫敦奧運女子57公斤級銅牌。目前就讀國立體育大學運技研究所。
2012年，曾櫟騁代表中華隊，並以世界排名第一作為頭號種子參加2012年倫敦奧運，於四強賽敗給當屆冠軍英國選手潔蒂·瓊斯，而後在銅牌賽中擊敗芬蘭選手米科南，獲得銅牌，與法國選手哈諾伊斯並列季軍。
曾櫟騁是臺灣參加奧運女子跆拳道57公斤量級以來首位奪牌選手，也是繼楊傳廣在1960年羅馬奧運會上獲得銀牌後第二位為臺灣贏得奧運獎牌的阿美族國手。
曾櫟騁在2014年亞洲運動會跆拳道比賽女子57公斤八強賽敗給日本濱田真由，結束跆拳道選手生涯，同年與陪練員羅宗瑞結婚，並轉任教練，現育有1子1女。